# أكاكي (مقاطعة)
أكاكي (بالإنجليزية: Akaki) هي واحدة من بين المقاطعات الـ 180 التي تقع في أوروميا في أثيوبيا بالقرب من منطقة مسراق شوا التي تحد المدينة من الجنوب الغربي، أما أديس أبابا فهي تحدها من الشمال الغربي، وتحدها منطقة ساميان شوا شمالاً، أما منطقة أدا شوكالا تحدها من جهة الشرق. وتعتبر دوكيم المركز الإداري لهذه المقاطعة. يتراوح ارتفاع المقاطعة بين 1500 حتى 2300 مترا فوق مستوى سطح البحر .